# Martin Biron
Martin Gaston Biron (Lac-Saint-Charles, 15 agosto 1977) è un ex hockeista su ghiaccio canadese.

## Carriera
In NHL ha indossato le maglie di Buffalo Sabres (1995/96, 1998/99, 1999/2000, 2002-2007), Philadelphia Flyers (2007-2009), New York Islanders (2009/10) e New York Rangers (2010-2013).

## Palmarès

### Mondiali
- 1 medaglia:
  - 1 oro (Finlandia 2003)